# Стањевци (Горњи Петровци)
46° 48′ 31″ N 16° 10′ 56″ E / 46.80861° С; 16.18222° И
Стањевци(словен. Praproče,  . мађ. Kerkaszabadhegy) је насељено место у словеначкој општини Горњи Петровци у покрајини Прекомурје која припада Помурској регији.

## Географија
Насеље обухвата површину од 6,69 км², на надморској висини од 310,3 метра. Према попису из 2011 у насељу је живело 182 становника. 
Стањевци са налазе 95,67 км од главног града Словеније Љубљане, 20 км северно од Мурске Соботе, а 1 км западно од центра општине, Горњи Петровци. Кроз Стањевце пролази жељезничка пруга која иде из Мурске Соботе, али у насељу не постоји жељезничка станица.
У Стањевцима постоји мала капела северно од главног насеља. Саграђена је 1923. у неоготичком стилу.